# Tongfang
Tongfang är en köping i sydöstra Kina. Den ligger i Changting härad i staden Longyan i provinsen Fujian, omkring 280 kilometer väster om provinshuvudstaden Fuzhou. Antalet invånare är 15 837. Befolkningen består av 7 874 kvinnor och 7 963 män. Barn under 15 år utgör 24,0 %, vuxna 15-64 år 60 %, och äldre över 65 år 14,0 %.